# The State of Massachusetts
The State of Massachusetts est une chanson du groupe Dropkick Murphys disponible sur l'album The Meanest Of Times. Le thème du morceau est les effets de la drogue sur les personnes et leurs familles. La chanson fut utilisée lors d’évènements pour les Red Sox de Boston et les Bruins de Boston.
The State of Massachusetts fut l'une des 100 chansons les plus jouées sur la radio US modern rock radio en 2007. La chanson fut aussi classée 83e sur la liste des 100 meilleures chansons du magazine Rolling Stones.
Cette chanson sert aussi de générique à l'émission Nitro Circus sur MTV.